# Daniel Böhm
Daniel Böhm (n. 16 iunie 1986, Clausthal-Zellerfeld, Republica Federală Germania, Germania) este un biatlonist ce a reprezentat Germania, medaliat olimpic. A participat la o ediție a Jocurilor Olimpice (2014) în care a câștigat o medalie de argint.